# Les Cavaliers de la gloire
Pour plus de détails, voir Fiche technique et Distribution.
Les Cavaliers de la gloire (La batalla de los Tres Reyes) est un film espagnol de Souheil Ben Barka et Outchkoune Nazarov (ru), sorti sur les écrans en 1990.

## Synopsis
Le film raconte l'histoire de la dynastie des Saadiens et du prince Abdelmalek, exilé du Maroc par ses frères. À partir de ce moment, le noble va vivre vingt ans d'aventures : il va se heurter à l'Inquisition espagnole, participer à la bataille de Lépante, être emprisonné à la prison d'Alicante et assister à la prise de Tunis. Enfin, il reviendra au Maroc où son destin s'accomplira.

## Fiche technique
- Titre : Les Cavaliers de la gloire
- Titre original : La batalla de los Tres Reyes
- Réalisation : Souheil Ben Barka et Outchkoune Nazarov (ru)
- Scénario : Souheil Ben Barka et Guido Castillo
- Musique : Anvar Ergachev et Vladimir Martynov
- Photographie : Girolamo La Rosa
- Montage : Julio Peña
- Production : Alo Khodzhlev, Jaime Oriol et Leo Pescarolo
- Société de production : M. C., Sylicinéma, Aries TV-92, Sovexportfilm et Uzbekfilm
- Pays :  Union soviétique,  Espagne,  Italie et  Maroc
- Genre : Action, drame et historique
- Durée : 245 minutes
- Dates de sortie : 
  -  Espagne : 21 décembre 1990

## Distribution
- Massimo Ghini : Abdelmalek
- Claudia Cardinale : Roxelane
- Ugo Tognazzi : Carlo di Palma
- Fernando Rey : le pape Paul V
- Harvey Keitel : Sandobal
- F. Murray Abraham : Osrain
- Oleg Fiodorov : Père Tebaldo
- Ángela Molina : Sophie
- Sergueï Bondartchouk : Selim
- Alexandre Porokhovchtchikov : consul de France
- Melis Abzalov : Muhammad al-Mutawakkil
- Igor Dmitriev : comte Niniozo
- Albert Filozov : Hans